# 파일 뷰어
파일 뷰어(file viewer)는 컴퓨터에 파일로 저장된 데이터를 인간 친화적인 형태인 읽기 가능 상태로 텍스트 등으로 제공하는 응용 소프트웨어이다. 즉, 컴퓨터 소프트웨어에서, 전자문서, 전자책 등 디지털화된 데이터를 열어서 텍스트로 읽어볼 수 있는 응용 프로그램이다. 파일 내용은 일반적으로 화면에 표시되거나 인쇄될 수 있다. 또한 음성 합성을 사용하여 소리내어 읽을 수도 있다.
사실상, 파일 뷰어는 텍스트가 포함된 모든 컴퓨터 파일을 열어볼 수 있는 소프트웨어이다. 따라서, 간단한 텍스트 편집기인 리눅스의 vim이나 MS윈도우의 메모장에서부터 전자문서용 PDF나 전자책 EPUB뷰어 그리고 광범위한 문서 및 이미지 등 뷰어인 크롬, 파이어폭스 같은 웹 브라우저에 이르기까지도 파일 뷰어라고 할 수 있다.
뷰어는 문서 내용을 보고 인쇄하고 다른 프로그램에 복사할 수 있다. 그러나 열려 있는 문서를 편집하거나 문서를 저장하거나 새 문서를 만들 수는 없다. 최근에는 복사 기능을 제한하는 경우도 있다.
문서 편집기는 읽을 수 있을 뿐만 아니라 수정할 수도 있는 기능이 있으므로 뷰어 기능를 내장하고 있다고 생각할 수도 있다.
뷰어는 일부 상용 소프트웨어의 간접적인 접근(읽기,프린터등 제한된 기능만 가능)을 위해 무료로 배포되는 경우도 있다.

## 같이 보기
- PDF
- EPUB
- 문서편집기
- 이미지 뷰어